# Mirni (Kusxóvskaia)
Mirni - Мирный (rus) és un possiólok del krai de Krasnodar, a Rússia. És a 17 km al nord-est de Kusxóvskaia i a 186 km al nord de Krasnodar. Pertany a la stanitsa de Kusxóvskaia.